# Takanyó-völgy
A Takanyó völgy a Kelet-Mecsekben, a Hármashegy északi lábánál, Hosszúhetény és Zobákpuszta közelében.
A völgy fölötti forrásokból ered a Völgységi-patak, a Kelet-Mecsek északi részének fő vízgyűjtője.

## Forrásai

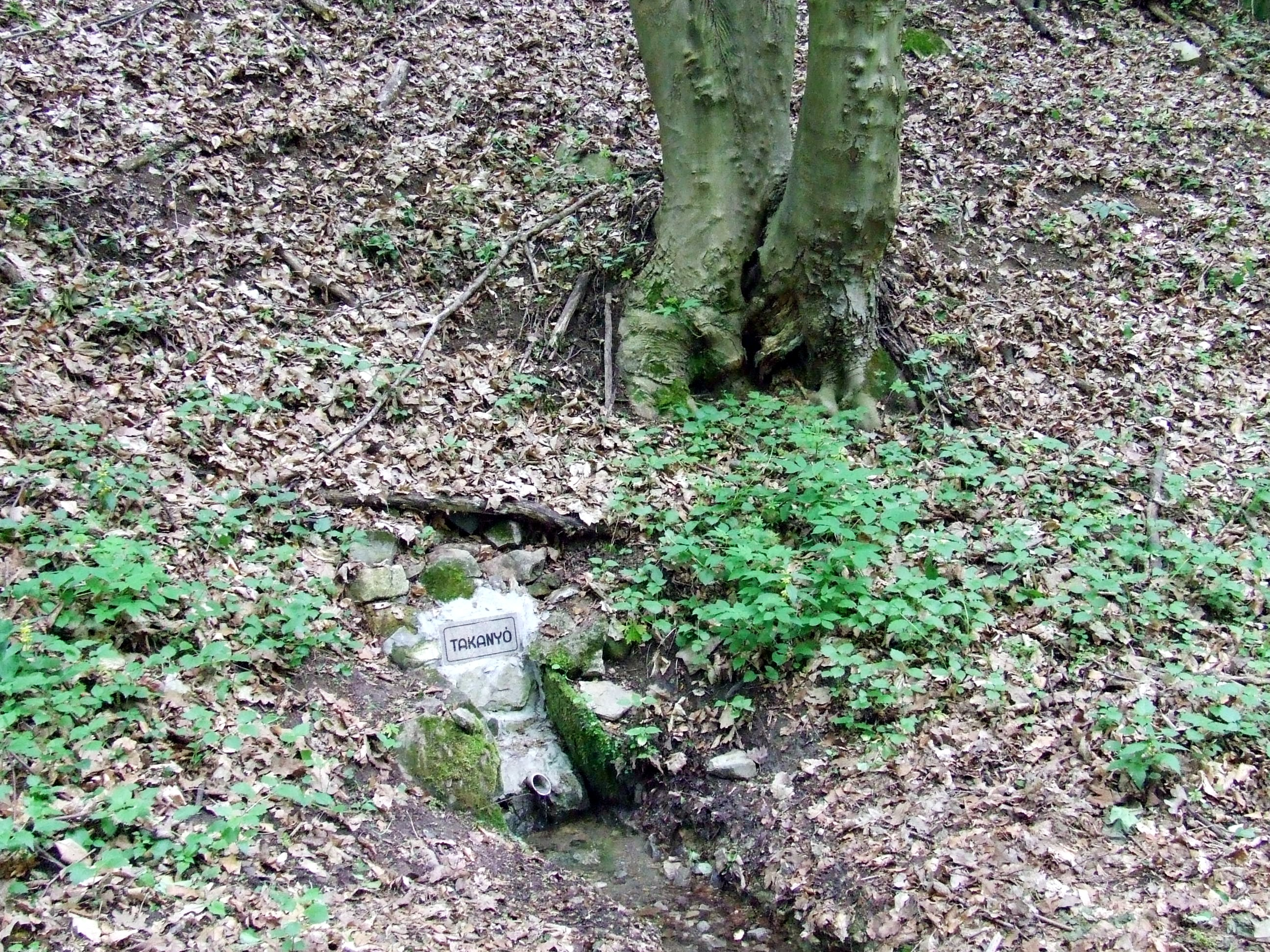
A Takanyó-forrás a Takanyó-völgyben

- Csengő-forrás https://turistautak.openstreetmap.hu/mefo/forras-1229921509
- Dománszky Zoltán írása itt elérhető:
- https://drive.google.com/file/d/0B5W-5vmXr7PRVEtKaktZQ0FwVVk/view%5B%5D
- Takanyó-forrás https://turistautak.openstreetmap.hu/mefo/forras-1229921360
- Szőke-forrás (nem a völgyben ered hanem ide torkollik a patakba)https://turistautak.openstreetmap.hu/mefo/forras-4879316345
- Cigány-forrás (nem a völgyben ered hanem ide torkollik a patakba)https://turistautak.openstreetmap.hu/mefo/forras-3551964673

## Élővilága
Egyes források szerint védett ragadozómadarak fészkelőhelye.